# Revúcka Lehota
Revúcka Lehota (hongrois : Lehelfalva) est un village de Slovaquie situé dans la région de Banská Bystrica.

## Histoire
La première mention écrite du village date de 1427.

## Démographie

### Évolution de la population
| Année:               | 1994. | 2004.   | 2014.   | 2024.   |
| -------------------- | ----- | ------- | ------- | ------- |
| Nombre de personnes: | 339   | 328     | 322     | 318     |
| Différence:          |       | -3,24 % | -1,82 % | -1,24 % |

| Année:               | 2023. | 2024.   |
| -------------------- | ----- | ------- |
| Nombre de personnes: | 307   | 318     |
| Différence:          |       | +3,58 % |